# 黃正色 (萬曆進士)
黃正色（1543年—1609年），原名遵宪，字端甫，改字懋端，號貞所，中軍都督府嘉興中左千户所（今浙江嘉興市）人，祖籍江西新淦，明朝政治人物。

## 生平
萬曆元年（1573年）癸酉科順天府鄉試第三十五名，改名正色，萬曆五年（1577年）丁丑科進士。授中书舍人，十三年（1585年）三月考授南京山东道監察御史，十五年，巡视下江苏松等处。十二月，以回避本贯改北道。十七年，巡按广东，奏议防珠池四事。十九年二月，升官至福建漳南道副使。二十一年三月，以考察降调。

## 著作
著有《兩臺奏草》。

## 家族
曾祖黃盛，曾任禮部司務；祖父黃鶴年，贈中憲大夫知府；父黃錝，號邃泉，中憲大夫貴州按察司副使。母葉氏（贈恭人）；繼母陸氏（封恭人）。具庆下。弟黄洪宪（字懋中），翰林院编修；黄洪度（字懋容，监生）；洪德；洪韶；洪宣；洪壽。
陶恭人生子黄承乾，庚子顺天举人，娶淮安府同知于时保孙女。次子黄承苍，侧室姚氏出，聘刑部郎中陆基忠女。